# NDR Info Spezial
NDR Info Spezial – niemiecka stacja radiowa należąca do Norddeutscher Rundfunk (NDR), publicznego nadawcy radiowo-telewizyjnego dla północnych Niemiec. Stanowi siostrzany kanał wobec informacyjnej stacji NDR Info i ma za zadanie uzupełnianie jej programu. 
Na co dzień najważniejszą pozycję programową NDR Info Spezial stanowi sześciogodzinny blok audycji Funkhaus Europa, kanału radiowego współprodukowanego przez członków ARD dla cudzoziemców mieszkających w Niemczech,. Ponadto – jako jedyna rozgłośnia NDR nadająca na falach średnich – kanał emituje też specjalne serwisy pogodowe dla żeglarzy i rybaków. Oprócz tego na antenie można znaleźć dłuższe transmisje parlamentarne i sportowe, które nie mieszczą się w ramówce głównego kanału NDR Info.  W czasie sesji landtagu Bremy sygnał NDR Info Spezial jest rozszczepiany, tak aby mieszkańcy Bremy mogli usłyszeć transmisję z posiedzenia, produkowaną przez Radio Bremen pod marką Radio Bremen Parlamentsradio. W czasie, gdy NDR Info Spezial nie emituje żadnych audycji własnych, transmituje sygnał głównego kanału.
Stacja dostępna w analogowym (tylko na falach średnich) oraz cyfrowym przekazie naziemnym w Bremie oraz na całym obszarze obsługiwanym przez NDR, czyli w krajach związkowych Hamburg, Dolna Saksonia, Meklemburgia-Pomorze Przednie i Szlezwik-Holsztyn. Ponadto można ją znaleźć w Internecie oraz w niekodowanym przekazie z satelity Astra 1M.